# Liste der Baudenkmäler in Eschweiler
Die Liste der Baudenkmäler in Eschweiler enthält die denkmalgeschützten Bauwerke auf dem Gebiet der Stadt Eschweiler im Städteregion Aachen in Nordrhein-Westfalen (Stand: 4. Juli 2024). Diese Baudenkmäler sind in der Denkmalliste der Stadt Eschweiler eingetragen; Grundlage für die Aufnahme ist das Denkmalschutzgesetz Nordrhein-Westfalen (DSchG NRW).

Baudenkmäler sind „Denkmäler, die aus baulichen Anlagen oder Teilen baulicher Anlagen bestehen“. Die Denkmalliste der Stadt Eschweiler umfasst 190 Baudenkmäler, darunter 54 Wohnhäuser, 37 Wohn- und Geschäftshäuser, 29 landwirtschaftliche Gebäude, 24 Kleindenkmäler, 14 Sakralbauten (Kirchen, Kapellen, Klöster), je zehn Adelssitze oder Verteidigungsanlagen und öffentliche Gebäude, acht Industrie- und Infrastrukturanlagen sowie je zwei Geschäftshäuser und Friedhöfe.
Weiterhin sind elf Objekte als Bodendenkmäler in Teil B der Denkmalliste der Stadt Eschweiler eingetragen.

## Baudenkmäler
Die Liste umfasst falls vorhanden eine Fotografie des Baudenkmals, als Bezeichnung falls vorhanden den Namen, sonst kursiv den Gebäudetyp, die Adresse, eine kurze Beschreibung des Baudenkmals, dessen Bauzeit, das Datum der Unterschutzstellung sowie die Eintragungsnummer der unteren Denkmalbehörde der Stadt Eschweiler. Abkürzungen wurden zum besseren Verständnis aufgelöst, die Typografie an die in der Wikipedia übliche angepasst und Tippfehler korrigiert.
| Bild                                              | Bezeichnung                                                                 | Lage | Beschreibung | Bauzeit                    | Eingetragen seit   | Denkmal- nummer |
| ------------------------------------------------- | --------------------------------------------------------------------------- | --- | --- | -------------------------- | ------------------ | --------------- |
| weitere Bilder                                    | Haus Kambach                                                                | Kinzweiler Kambachstraße 15–17 Karte | barockes Wasserschloss, ursprünglich „Haus Combach“ genannt, dreiflügelige Vorburg mit Herrenhaus auf der flügeloffenen Seite | 18. Jahrhundert            | 10. Februar 1982   | 1               |
| Wohn- und Geschäftshaus                           | Wohn- und Geschäftshaus                                                     | Stadtmitte Dürener Straße 60 Karte | ehemalige Schombarth-Apotheke; zweigeschossiges Giebeleckhaus aus Backstein und Blausteingewänden mit rundbogiger Tordurchfahrt. | 18. Jahrhundert            | 13. November 1981  | 2               |
| BW                                                | Wohnhaus                                                                    | Stadtmitte Dürener Straße 40 Karte | zweigeschossiges und spätklassizistisch verputztes Traufenhaus mit sieben Fensterachsen, Fenstergewänden und Verdachungen aus Blaustein | um 1840                    | September 1979     | 3               |
| BW                                                | ehemalige Hofanlage                                                         | Fronhoven 78 Karte | | 18. Jahrhundert            | 1. Juli 1981       | 4               |
| weitere Bilder                                    | Burg Kinzweiler                                                             | Kinzweiler Kinzweiler Burg Karte | ehemaliges Rittergut, von dem heute nur noch das Herrenhaus existiert | 13. Jahrhundert            | 10. Februar 1982   | 5               |
| BW                                                | Wohn- und Geschäftshaus                                                     | Stadtmitte Markt 1 Karte | dreigeschossiges Eckhaus | um 1850                    | 1974               | 6               |
| BW                                                | ehemalige Hofanlage                                                         | Röthgen Röthgener Straße 72 Karte | | Mitte des 19. Jahrhunderts | 2. August 1982     | 7               |
| Wohnhaus                                          | Wohnhaus                                                                    | Stadtmitte Jülicher Straße 24 Karte | dreigeschossiges Wohnhaus | um 1870                    | 2. August 1982     | 8               |
| Wohnhaus                                          | Wohnhaus                                                                    | Stadtmitte Dürener Straße 4 Karte | „Thyssenhaus“, dreigeschossiger Traufenbau mit spätklassizistischer siebenachsige Putzfassade, Wohnhaus und später Kindergarten | vor 1860                   |                    | 9               |
| weitere Bilder                                    | ehemalige Klosterkirche der Zisterzienserinnen                              | St. Jöris Am Klosterhof 3 Karte | einschiffiger Bruchsteinbau | 15. Jahrhundert            | 2. August 1982     | 10              |
| Wohnhaus                                          | Wohnhaus                                                                    | Stadtmitte Rosenallee 15 Karte | |                            |                    | 11              |
| BW                                                | ehemalige Hofanlage                                                         | Röhe Aachener Straße 143 Karte | |                            |                    | 12              |
| BW                                                | Kruzifix                                                                    | Röhe Aachener Straße 143 Karte | |                            |                    | 12a             |
| BW                                                | Wohnhaus                                                                    | Röthgen Johanna-Neuman-Straße 36 Karte | |                            |                    | 13              |
| Wohnhaus                                          | Wohnhaus                                                                    | Stadtmitte Englerthstraße 32 Karte | |                            |                    | 14              |
| ehemaliges Bürogebäude                            | ehemaliges Bürogebäude                                                      | Stadtmitte Hehlrather Straße 2, 2b Karte | neunachsiges Gebäude mit dreiachsigem Mittelrisalit mit Dreiecksgiebel; diente zunächst als Zweigstelle der Kreissparkasse, danach dem Ordnungsamt und zeitweise als Polizeidienststelle, jetzt Wohngebäude | 1870                       |                    | 15              |
| BW                                                | ehemalige Hofanlage                                                         | Weisweiler Dürener Straße 506 Karte | vierflügelige Hofanlage aus Bruch- und Backstein mit zweigeschossigem Wohnhaus. In der Dachzone sind sechs Gauben erhalten, in der rechten Hofmauer eine korbbogige Tordurchfahrt mit Blausteingewände | 1796                       |                    | 16              |
| BW                                                | ehemalige Hofanlage                                                         | Röhe Nickelstraße 32 Karte | |                            |                    | 17              |
| weitere Bilder                                    | katholische Pfarrkirche St. Cäcilia                                         | Hehlrath Velauer Straße 19 Karte | Saalkirche aus Ziegelmauerwerk mit einem Tonnengewölbe, einem Querschiff und einer Apsis mit geradem Abschluss. Auf der Westseite besitzt sie einen massiven quadratischen Kirchturm aus Feldsteinen mit spitzem sechseckigen Helm. Barocker Hochaltar aus dem 17. Jahrhundert                                                         | 1506 1787                  | 23. August 1984    | 18              |
| BW                                                | Wegekreuz                                                                   | Bohl zwischen Herrenfeldchen 77 und 79 Karte | | 18. Jahrhundert            | 23. September 1980 | 19              |
| BW                                                | Wohnhaus                                                                    | Stadtmitte Dürener Straße 24 Karte | |                            |                    | 20              |
| weitere Bilder                                    | Drimbornshof                                                                | Dürwiß Drimbornshof 1–7 Karte | ehemaliger Ritter- und Adelssitz der Herren von Drimborn; viereckiger Wirtschaftshof mit dem Herrenhaus als Mittel- und den Wirtschaftsgebäuden als Seitenflügeln | 18. Jahrhundert            | 30. September 1980 | 21              |
| weitere Bilder                                    | Vorburg Haus Palant                                                         | Weisweiler An Haus Palant Karte | zweigeschossiger Dreiflügelbau aus Bruchstein mit Walmdächern, dessen offene Seite nach Südosten – dem Standort des einstigen nicht mehr existenten Herrenhauses – zeigt. | 18. Jahrhundert            | 22. März 1984      | 22              |
| Wohn- und Geschäftshaus                           | Wohn- und Geschäftshaus                                                     | Stadtmitte Dürener Straße 27 Karte | ehemaliger Kirschenhof; zweigeschossiger Traufenbau mit klassizistischer Verdachung, Blausteingewänden und klassizistischen Brüstungsgittern, 1920 grundlegend umgebaut. Fungierte als Herrenhaus, Schule, Bankgebäude, Verwaltung der BIAG Zukunft, Papiergroßhandlung und später als Hygieneinstitut                                 | 1838                       | 5. Februar 1985    | 23              |
| weitere Bilder                                    | Gressenicher Mühle                                                          | Scherpenseel Gressenicher Mühle 1 Karte | 1715 als „Urligsmühle“ bezeichnet, ehemalige wassergetriebene Mahlmühle mit oberschlägigem Wasserrad, genutzt als Öl-, später als Getreidemühle, 1930 Betrieb eingestellt. Geschlossene Hofanlage mit dreigeschossigem Wohnhaus aus Bruchstein mit Walmdach.                                                                           | 1646                       | 24. August 1984    | 24              |
| Wohnhaus                                          | Wohnhaus                                                                    | Stadtmitte Englerthstraße 30 Karte | |                            |                    | 25              |
| BW                                                | Wohn- und Geschäftshaus                                                     | Stadtmitte Rosenallee 22 Karte | |                            |                    | 26              |
| BW                                                | Wohnhaus                                                                    | Stadtmitte Moltkestraße 14 Karte | |                            |                    | 27              |
| weitere Bilder                                    | Amtsgericht Eschweiler mit Gefängnistrakt                                   | Stadtmitte Kaiserstraße 6 Karte | | 1905                       | 26. August 1985    | 28              |
| Städtisches Gymnasium Eschweiler                  | Städtisches Gymnasium Eschweiler                                            | Stadtmitte Peter-Paul-Straße 13 Karte | | 1912                       | 18. November 1985  | 29              |
| BW                                                | Wohnhaus                                                                    | Röthgen Johanna-Neuman-Straße 40 Karte | |                            |                    | 30              |
| BW                                                | Wohn- und Geschäftshaus                                                     | Stadtmitte Kochsgasse 8 Karte | |                            |                    | 31              |
| BW                                                | ehemalige Hofanlage                                                         | Stadtmitte Dürener Straße 77 Karte | ursprünglich vierflügeliger Hof, dreigeschossiges fünfachsiges Wohnhaus mit zwei eingeschossigen Flügelbauten, 1870 umgebaut | 2. Hälfte 18. Jh.          |                    | 32              |
| weitere Bilder                                    | Burg Röthgen                                                                | Röthgen Burgstraße 71 Karte | Wasserburg gotischen Ursprungs; alte Bausubstanz mehrheitlich aus dem frühen 16. Jahrhundert | 16. Jh.                    |                    | 33              |
| weitere Bilder                                    | Bahnhofsgebäude Eschweiler-Tal                                              | Stadtmitte Raiffeisenplatz 1–3 Karte | erbaut von der Bergisch-Märkischen Eisenbahn-Gesellschaft, unsymmetrisches, zweigeschossiges Hauptgebäude mit einem zweiachsigen Seitenteil, seit 1994 Kulturzentrum | 1873                       |                    | 34              |
| weitere Bilder                                    | Bahnhofsgebäude Eschweiler-Hauptbahnhof                                     | Röthgen Reigate & Banstead-Platz 1 Karte | zweigeschossiges Empfangsgebäude mit flach geneigtem Dach, später erweitert um eingeschossige Anbauten | 1872                       |                    | 35              |
| altes Rathaus                                     | altes Rathaus                                                               | Stadtmitte Dürener Straße 5 Karte | Gebäude im Stil des Klassizismus nach Plänen von Ch. W. Ulrich, anfangs Schul- und Rathaus, später Sitz des Friedensgerichts, heute Hotel de Ville, 1966–1968 nach schweren Kriegszerstörungen restauriert und mit baulicher Betonung des dreiachsigen Mittelrisalits, gekrönt von Stadtwappen mit klassizistischem Ornament im Giebel | 1824                       |                    | 36              |
| weitere Bilder                                    | Broicher Hof                                                                | Dürwiß Jülicher Straße 240 Karte | ehemaliger Rittersitz, von dem nur noch das Herrenhaus existiert | 15. Jahrhundert            |                    | 37              |
| Wohnhaus                                          | Wohnhaus                                                                    | Stadtmitte Englerthstraße 34 Karte | |                            |                    | 38              |
| BW                                                | Wohnhaus                                                                    | Röthgen Johanna-Neuman-Straße 30 Karte | |                            |                    | 39              |
| weitere Bilder                                    | Burg Weisweiler                                                             | Weisweiler Burgweg Karte | ehemalige Wasserburg, von der heute nur noch die Umfassungsmauern mit Portal und zweigeschossigem Turm übrig geblieben sind. | 13. Jh.                    |                    | 40              |
| BW                                                | Wohn- und Geschäftshaus                                                     | Stadtmitte Rosenallee 18 Karte | |                            |                    | 41              |
| BW                                                | Wohn- und Stallgebäude                                                      | Kinzweiler Pannesstraße 4 Karte | |                            |                    | 42              |
| weitere Bilder                                    | Nothberger Burg                                                             | Nothberg Hüchelner Straße 3 Karte | Burgruine mit vier runden Ecktürmen, einem Erker und eine heute landwirtschaftlich genutzte Vorburg. | 14. Jh.                    |                    | 43              |
| BW                                                | Wohnhaus                                                                    | Hastenrath Wendelinusstraße 12 Karte | |                            |                    | 44              |
| BW                                                | Wohnhaus                                                                    | Röthgen Johanna-Neuman-Straße 32 Karte | |                            |                    | 45              |
| BW                                                | ehemalige Bäckerei                                                          | Pumpe Stolberger Straße 4a Karte | |                            |                    | 46              |
| Wohn- und Geschäftshaus                           | Wohn- und Geschäftshaus                                                     | Stadtmitte Rosenallee 23/Kaiserstraße 2b Karte | |                            |                    | 47              |
| BW                                                | ehemalige Hofanlage                                                         | Dürwiß Jülicher Straße 153/155 Karte | |                            |                    | 48              |
| BW                                                | ehemalige Hofanlage                                                         | Röhe Nickelstraße 7–11 / Rinkensplatz 1–5 Karte | vierflügelige Hofanlage. Zur Nickelstraße dreigeschossig mit acht Fensterachsen und Walmdächern, zum Rinkensplatz zweigeschossig | 16. Jh.                    |                    | 49              |
| BW                                                | Wohnhaus                                                                    | Dürwiß Lohner Straße 6 Karte | zweigeschossiges Backsteinhaus als Teil einer ehemaligen aaberissenen Hofanlage, Fenster- und Türgewände aus Blaustein | 1766                       |                    | 50              |
| Villa                                             | Villa                                                                       | Stadtmitte Bismarckstraße 40 Karte | |                            |                    | 51              |
| BW                                                | ehemalige Hofanlage                                                         | Hehlrath Velauer Straße 1 Karte | |                            |                    | 52              |
| Wohnhaus                                          | Wohnhaus                                                                    | Röthgen Johanna-Neuman-Straße 41 Karte | |                            |                    | 53              |
| weitere Bilder                                    | katholische Pfarrkirche St. Antonius                                        | Bergrath Pfarrer-Kleinermann-Straße 8 | erbaut nach Plänen von Theodor Roß | 1907                       |                    | 54              |
| BW                                                | Hofanlage                                                                   | Weisweiler Severinstraße 5 Karte | |                            |                    | 55              |
| Wohn- und Geschäftshaus                           | Wohn- und Geschäftshaus                                                     | Stadtmitte Rosenallee 25 Karte | Gründerzeitliches Gebäude mit zweigeschossigem Anbau zum Talbahnhof hin | 1890                       |                    | 56              |
| weitere Bilder                                    | Siedlung                                                                    | Stadtmitte Ludwigstraße 1–26 Karte | |                            |                    | 57              |
| Wohn- und Geschäftshaus                           | Wohn- und Geschäftshaus                                                     | Stadtmitte Rosenallee 13 Karte | |                            |                    | 58              |
| weitere Bilder                                    | evangelische Dreieinigkeitskirche                                           | Stadtmitte Moltkestraße 1 Karte | erbaut nach Plänen von August Albes | 1892                       |                    | 59              |
| Nothberger Hof                                    | Nothberger Hof                                                              | Nothberg Nothberger Hof 1–9 Karte | ehemalige Hofanlage, auch „Meuthenshof“ genannt. Dreiflügelige Hofanlage mit Herrenhaus aus Backstein auf einem Bruchsteinsockel und einen südlichen runden Eckturm mit Bruchsteinmauerwerk | 16. Jh.                    |                    | 60              |
| Wohnhaus                                          | Wohnhaus                                                                    | Stadtmitte Moltkestraße 13 Karte | |                            |                    | 61              |
| Wohnhaus                                          | Wohnhaus                                                                    | Stadtmitte Englerthstraße 28 Karte | gründerzeitliches Gebäude mit Eckturm und zwei Giebeln, Turm mit Zwiebelhelm bedeckt | 1908                       |                    | 62              |
| BW                                                | Wohnhaus                                                                    | Stadtmitte Moltkestraße 28 Karte | |                            |                    | 63              |
| BW                                                | ehemalige Mühle                                                             | Stadtmitte Stoltenhoffmühle 1, 3 Karte | aus Bruch- und Blausteinen errichtet und als Öl-, Korn- und Walkmühle genutzt, 1976 stillgelegt | 1761                       |                    | 64              |
| BW                                                | Wohnhäuser                                                                  | Pumpe 87–91 Karte | ehemalige Steigerhäuser, zweigeschossiger Häuserblock mit abgewalmtem Mansarddach | 2. Hälfte 18. Jh.          |                    | 65              |
| ehemaliges Pumpenhaus                             | ehemaliges Pumpenhaus                                                       | Pumpe Stolberger Straße 1/3 Karte | |                            |                    | 66              |
| ehemalige Eisfabrik                               | ehemalige Eisfabrik                                                         | Pumpe Stolberger Straße 2 Karte | Markante Verknüpfung von roten Ziegelsteinen mit hellen Schlackensteinen aus der Schlackenfabrik der benachbarten ehemaligen Concordiahütte | 1901/1902                  |                    | 67              |
| Wohnhaus, ehemaliges Gräserhaus                   | Wohnhaus, ehemaliges Gräserhaus                                             | Pumpe Stolberger Straße 4 Karte | |                            |                    | 68              |
| Platzkreuz                                        | Platzkreuz                                                                  | Nothberg Am Fresenberg/Heisterner Straße Karte | |                            |                    | 69              |
| BW                                                | Wohnhaus                                                                    | Stadtmitte Bismarckstraße 37 Karte | |                            |                    | 70              |
| BW                                                | Wohnhaus                                                                    | Stadtmitte Bismarckstraße 39 Karte | |                            |                    | 71              |
| BW                                                | Wohnhaus                                                                    | Stadtmitte Bismarckstraße 41 Karte | |                            |                    | 72              |
| weitere Bilder                                    | katholische Pfarrkirche St. Cäcilia                                         | Nothberg Am Fresenberg 2 Karte | neugotischer Backsteinbau nach Plänen des Aachener Stiftsbaumeisters Peter Friedrich Peters | 1905/1907                  |                    | 73              |
| Wohn- und Geschäftshaus                           | Wohn- und Geschäftshaus                                                     | Stadtmitte Dürener Straße 1 Karte | ehemaliges Hotel „Kaiserhof“; langgestrecktes zweigeschossiges Traufenhaus im spätklassizistischen Stil | 1899                       |                    | 74              |
| BW                                                | Wohnhaus                                                                    | Stadtmitte Dürener Straße 3 Karte | zweieinhalbgeschossiges Eckhaus mit spätklassizistischer fünfachsigen Putzfassade, Fenstergewände und Gesimse aus Blaustein. Dreiachsige Seitenfassade mit Hauseingang in der Mittelachse; | um 1860                    |                    | 75              |
| BW                                                | ehemalige Hofanlage                                                         | Stadtmitte Dürener Straße 59 Karte | |                            |                    | 76              |
| weitere Bilder                                    | katholische Pfarrkirche St. Barbara                                         | Pumpe-Stich Friedrichstraße 8 Karte | |                            |                    | 77              |
| BW                                                | ehemalige Hofanlage                                                         | Dürwiß Gasthausstraße 54 Karte | |                            |                    | 78              |
| BW                                                | ehemalige Poststation                                                       | Dürwiß Jülicher Straße 157 Karte | fünfachsiges Wohnhaus als Teil einer ehemaligen vierflügeligen Hofanlage; Bruchstein mit Backsteinausmauerungen, im Obergeschoss Fachwerk mit Backsteinausfachungen | 1801                       |                    | 79              |
| BW                                                | ehemalige Hofanlage                                                         | Kinzweiler Kambachstraße 64, 66, 68 Karte | |                            |                    | 80              |
| BW                                                | Hofanlage                                                                   | Kinzweiler Kirchstraße 16 Karte | |                            |                    | 81              |
| weitere Bilder                                    | jüdischer Friedhof                                                          | Weisweiler Langerweher Straße Karte | | 16./17. Jh.                | 1992               | 82              |
| BW                                                | Dorfkreuz Lürken                                                            | Stadtmitte östlich der Rue de Wattrelos, im Bereich der ehemaligen Ortschaft Lürken Karte                                                                                 | transloziert |                            |                    | 83              |
| BW                                                | Wegekreuz                                                                   | Pumpe Phönixstraße / im Bereich der Einmündung auf die Stolberger Straße Karte                                                                                            | |                            |                    | 84              |
| weitere Bilder                                    | katholische Pfarrkirche St. Wendelinus                                      | Hastenrath Pfarrer-Funk-Straße 2 Karte | | 1883/1884                  |                    | 85              |
| Orgel der katholischen Pfarrkirche St. Wendelinus | Orgel der katholischen Pfarrkirche St. Wendelinus                           | Hastenrath Pfarrer-Funk-Straße 2 Karte | Orgel aus der Werkstatt Johannes Klais Orgelbau | 1904                       |                    | 85a             |
| BW                                                | Türbogen und Haustür                                                        | Hastenrath Wendelinusstraße 62 Karte | |                            |                    | 86              |
| BW                                                | Wohn- und Geschäftshaus                                                     | Stadtmitte Dürener Straße 12b Karte | |                            |                    | 87              |
| BW                                                | Wohn- und Geschäftshaus                                                     | Stadtmitte Dürener Straße 12c Karte | |                            |                    | 88              |
| Wohn- und Geschäftshaus                           | Wohn- und Geschäftshaus                                                     | Stadtmitte Dürener Straße 25 Karte | dreigeschossiges Traufenhaus mit Fensterbekrönungen in spätklassizistischen Formen, Sitz der „Adler-Apotheke“ | 1880                       |                    | 90              |
| BW                                                | Wohnhaus                                                                    | Weisweiler Frankenplatz 4 Karte | |                            |                    | 91              |
| BW                                                | ehemalige Scheune                                                           | Röhe Aachener Straße 143/145 Karte | dreiteilige Anlage mit zweigeschossigem fünfachsigem Wohnhaus und Mansardendach, dem sich rechts ein langer Wirtschaftsflügel anschließt mit korbbogiger Tordurchfahrt. | 1779                       |                    | 92              |
| BW                                                | ehemalige Hofanlage                                                         | Weisweiler Frankenplatz 7 Karte | |                            |                    | 93              |
| BW                                                | Wohnhaus                                                                    | Weisweiler Frankenplatz 16 Karte | |                            |                    | 94              |
| BW                                                | ehemalige Hofanlage                                                         | Weisweiler Hauptstraße 31 Karte | |                            |                    | 95              |
| ehemalige Schule                                  | ehemalige Schule                                                            | Stadtmitte Hehlrather Straße 9–17 Karte | |                            |                    | 96              |
| BW                                                | Wegekreuz                                                                   | Nothberg gegenüber Hüchelner Straße 4 Karte | |                            |                    | 97              |
| BW                                                | Wohnhaus                                                                    | Stadtmitte Grabenstraße 2 Karte | |                            |                    | 98              |
| BW                                                | Wohnhaus                                                                    | Stadtmitte Grabenstraße 4 Karte | |                            |                    | 99              |
| BW                                                | Wohnhaus                                                                    | Röthgen Johanna-Neuman-Straße 38 Karte | |                            |                    | 100             |
| BW                                                | Wohnhaus                                                                    | Weisweiler Johannisstraße 15 Karte | |                            |                    | 101             |
| BW                                                | Wohn- und Geschäftshaus                                                     | Stadtmitte Marienstraße 15a Karte | dreiachsige Fassade mit betonter Mittelzone und Renaissancegiebel | 1890                       |                    | 102             |
| BW                                                | Wohn- und Geschäftshaus                                                     | Stadtmitte Marienstraße 17 Karte | |                            |                    | 103             |
| BW                                                | Wohn- und Geschäftshaus                                                     | Stadtmitte Marienstraße 19 Karte | |                            |                    | 104             |
| BW                                                | Wohn- und Geschäftshaus                                                     | Stadtmitte Marienstraße 21 Karte | |                            |                    | 105             |
| BW                                                | Wohn- und Geschäftshaus                                                     | Stadtmitte Marienstraße 23 Karte | |                            |                    | 106             |
| BW                                                | Wohn- und Geschäftshaus                                                     | Stadtmitte Marienstraße 27 Karte | Fassade |                            |                    | 107             |
| BW                                                | Wohn- und Geschäftshaus                                                     | Stadtmitte Markt 12 Karte | zweigeschossiges Eckhaus , größtenteils verputzt; die Fassaden jeweils 5-achsig, Toreinfahrt wurde erst 1950 mit Gewände aus Blaustein geschaffen | 1787–1792                  |                    | 108             |
| BW                                                | Wohn- und Geschäftshaus                                                     | Stadtmitte Markt 14 Karte | |                            |                    | 109             |
| Wohnhaus                                          | Wohnhaus                                                                    | Stadtmitte Moltkestraße 11 Karte | |                            |                    | 110             |
| BW                                                | Wohnhaus                                                                    | Weisweiler Severinstraße 7 Karte | |                            |                    | 111             |
| BW                                                | Wohn- und Geschäftshaus                                                     | Stadtmitte Marienstraße 25 Karte | |                            |                    | 113             |
| Wohnhaus                                          | Wohnhaus                                                                    | Nothberg Am Fresenberg 44 Karte | |                            |                    | 114             |
| Doppelwohnhaus                                    | Doppelwohnhaus                                                              | Nothberg Cäcilienstraße 4/6 Karte | |                            |                    | 115             |
| Cholerakreuz                                      | Cholerakreuz                                                                | Pumpe-Stich Konkordiastraße / Einmündung Sandberg Karte | |                            |                    | 116             |
| BW                                                | Wohnhaus                                                                    | Fronhoven 20 Karte | |                            |                    | 117             |
| Wegekreuz                                         | Wegekreuz                                                                   | Fronhoven vor Fronhoven 90/91 Karte | Missionskreuz |                            |                    | 118             |
| BW                                                | Wegekreuz                                                                   | Dürwiß Gasthausstraße/Heinrich-Heine-Straße Karte | |                            |                    | 119             |
| Wohnhaus                                          | Wohnhaus                                                                    | Stadtmitte Jülicher Straße 22 Karte | |                            |                    | 120             |
| BW                                                | Grabkreuz hinter dem Chor von St. Bonifatius                                | Dürwiß Jülicher Straße 238 Karte | |                            |                    | 121             |
| BW                                                | Schulgebäude                                                                | Röthgen Karlstraße 42 Karte | zweigeschossiges Gebäude mit Krüppelwalmdach und vorkragendem Mittelrisalit, zwei spitzbogige Portale mit originalen Türen | 1902                       |                    | 122             |
| BW                                                | ehemalige Knippmühle                                                        | Bergrath Knippmühle 3, 3b Karte | Teil eines Mühlenkomplexes von ehemals drei Mühlen (obere, mittlere und untere Mühle), 1724 als Kupfermühle konzessioniert, später genutzt als Messing-, Papier- und Mahlmühle, nur noch in Teilen erhalten, dreigeschossiges Wohnhaus mit Walmdach                                                                                    | 18. Jh.                    |                    | 123             |
| BW                                                | Gedenkkreuz im Garten                                                       | Dürwiß Konrad-Adenauer-Straße 39 Karte | |                            |                    | 124             |
| weitere Bilder                                    | katholische Pfarrkirche St. Marien                                          | Röthgen Mittelstraße 17 Karte | Neugotische Backstein-Basilika mit West-Portal, Strebebögen über den Seitenschiffen sowie zwei Chortürmen mit Zeltdach, erbaut nach Plänen von Johann Adam Rüppel. | 1905/1906                  |                    | 125             |
| BW                                                | Wegekreuz                                                                   | Neu-Lohn neben Pützlohner Straße 4 Karte | |                            |                    | 126             |
| BW                                                | Wohn- und Geschäftshaus                                                     | Röthgen Röthgener Straße 8 Karte | |                            |                    | 127             |
| weitere Bilder                                    | katholische Pfarrkirche St. Severin mit Bildstock in der Friedhofsmauer     | Weisweiler Burgweg Severinstraße 16 Karte | dreischiffige und sechsjochige Hallenkirche aus Bruchsteinen, erbaut nach Plänen von August Carl Lange. | 1889                       |                    | 128             |
| BW                                                | Heiligenhäuschen                                                            | Scherpenseel vor Schwarzer Weg 5 Karte | |                            |                    | 129             |
| Kapelle St. Antonius                              | Kapelle St. Antonius                                                        | Bergrath Antoniusstraße/Hubertusstraße Wilhelmstraße Karte | bis 1906 Filialkirche; 2012 grundsaniert und restauriert | 1553                       |                    | 130             |
| BW                                                | Wegekreuz                                                                   | Weisweiler Zum Hagelkreuz / Höhe Lohner Hof, Pützlohner Hof Karte | |                            |                    | 131             |
| BW                                                | Heiligenhäuschen                                                            | Weisweiler Zum Hagelkreuz / Einmündung Am Kraftwerk Karte | |                            |                    | 132             |
| katholische Pfarrkirche St. Antonius von Padua    | katholische Pfarrkirche St. Antonius von Padua                              | Röhe Aachener Straße 187 Karte | | 1843                       |                    | 133             |
| BW                                                | Missionskreuz vor St. Antonius von Padua                                    | Röhe Aachener Straße 187 Karte | |                            |                    | 134             |
| weitere Bilder                                    | Rundtürme der ehemaligen Burg Eschweiler                                    | Stadtmitte Dechant-Deckers-Straße 6–14 Karte | Teil der Ringmauer der ehemaligen Burg Eschweiler | 13./14. Jh.                |                    | 135             |
| BW                                                | Wohn- und Geschäftshaus                                                     | Stadtmitte Dürener Straße 12a Karte | Fassade |                            |                    | 136             |
| weitere Bilder                                    | katholische Pfarrkirche St. Blasius                                         | Kinzweiler Kirchstraße 20 Karte | Mittelalterlicher Bruchsteinturm mit gotischem Portal aus 1492; neugotischer dreischiffiger Chor aus 1859. Anstelle des Langhauses wurde später ein moderner Baukörper neu eingebaut sowie das Innere wurde umgestaltet und der Altar an die Ostseite des Turmes verlegt.                                                              | 1492/1859                  |                    | 137             |
| BW                                                | Villa                                                                       | Stadtmitte Marienstraße 7 Karte | |                            |                    | 138             |
| weitere Bilder                                    | katholische Pfarrkirche St. Georg                                           | St. Jöris Neusener Straße 42 Karte | |                            |                    | 139             |
| Wohnhaus                                          | Wohnhaus                                                                    | Stadtmitte Moltkestraße 41 Karte | |                            |                    | 140             |
| BW                                                | Wohnhaus                                                                    | Stadtmitte Moltkestraße 24 Karte | |                            |                    | 141             |
| BW                                                | Backhaus                                                                    | Kinzweiler Kirchstraße 45 Karte | |                            |                    | 142             |
| BW                                                | ehemalige Hofanlage                                                         | Röhe Nickelstraße 52–54 Karte | |                            |                    | 143             |
| BW                                                | Wohn- und Geschäftshaus                                                     | Stadtmitte Kochsgasse 3 Karte | |                            |                    | 144             |
| BW                                                | ehemalige Hofanlage                                                         | Stadtmitte Dürener Straße 86 Karte | |                            |                    | 145             |
| BW                                                | Hofanlage                                                                   | Hastenrath Quellstraße 112 Karte | |                            |                    | 147             |
| BW                                                | ehemalige Fabrikanlage                                                      | Stadtmitte Bismarckstraße 29 Karte | erbaut als Drahtfabrik der Firma Prym, 1929 Umbau im Stil des Backstein-Expressionismus, seit 1995 Seniorenwohnheim | 1873–1890                  |                    | 149             |
| BW                                                | ehemalige Hofanlage                                                         | Fronhoven 25 Karte | |                            |                    | 150             |
| Postamt                                           | Postamt                                                                     | Stadtmitte Rosenallee 28 Karte | |                            |                    | 151             |
| ehemaliger Lokschuppen                            | ehemaliger Lokschuppen                                                      | Stadtmitte Talstraße/Bergrather Straße Karte | |                            |                    | 152             |
| BW                                                | Hofanlage                                                                   | St. Jöris Neusener Straße 40 Karte | |                            |                    | 153             |
| BW                                                | Gut Merzbrück                                                               | Merzbrück 2 Karte | |                            |                    | 154             |
| ehemalige Arbeiterkaserne                         | ehemalige Arbeiterkaserne                                                   | Pumpe-Stich Stich 17 Karte | |                            |                    | 155             |
| BW                                                | ehemalige Concordiahütte                                                    | Pumpe-Stich Konkordiastraße Karte | |                            |                    | 156             |
| BW                                                | Wohnhaus                                                                    | Stadtmitte Moltkestraße 16 Karte | |                            |                    | 157             |
| BW                                                | Wohnhaus                                                                    | Stadtmitte Moltkestraße 10 Karte | |                            |                    | 158             |
| BW                                                | Wohnhaus                                                                    | Stadtmitte Moltkestraße 18 Karte | |                            |                    | 159             |
| BW                                                | Wohnhaus                                                                    | Stadtmitte Moltkestraße 8 Karte | |                            |                    | 160             |
| Bergarbeiter-Siedlung                             | Bergarbeiter-Siedlung                                                       | Eschweiler-Ost Dürener Straße 273–293 Eduard-Mörike-Platz 1–19 Eduard-Mörike-Straße 42–52 Oststraße 1–13 Paul-Ernst-Straße 1–32 Ruhrstraße 1–44 Sternheimstraße 2–8 Karte | Neubausiedlung für die Bergarbeiter in der Grube Reserve | 1927–1930                  |                    | 161             |
| BW                                                | Wohnhaus                                                                    | Stadtmitte Grabenstraße 18 Karte | |                            |                    | 162             |
| Wohn- und Geschäftshaus                           | Wohn- und Geschäftshaus                                                     | Stadtmitte Englerthstraße 1/Grabenstraße 40 Karte | |                            |                    | 163             |
| weitere Bilder                                    | Wegekreuz Erberich                                                          | Fronhoven Aldenhovener Straße/Höhe Einmündung Fronhoven Karte | Ehemaliger Standort war im heute abgebaggerten Ortsteil Erberich gegenüber der Ortseinfahrt vor dem Haus Savelsberg. Dort wurde es 1795 errichtet und seit 1988 steht das Kreuz an der Einfahrt zum Blausteinsee in Fronhoven. | 1795 und 1988 transloziert |                    | 164             |
| BW                                                | Wegekreuz                                                                   | Röhe vor Werdenstraße 38 Karte | |                            |                    | 165             |
| weitere Bilder                                    | Zisterzienserinnenkloster St. Jöris                                         | St. Jöris Am Klosterhof 1, 1a Karte | Restbestand des Wohntraktes der ehemaligen Klosteranlage, 1802 säkularisiert | 17./18. Jh.                |                    | 166             |
| BW                                                | Blausteinkreuze und Grabplatten Friedhof Dürwiß                             | Dürwiß Fronhovener Straße 2, 4 Karte | |                            |                    | 167             |
| BW                                                | Kalvarienberg                                                               | Kinzweiler neben Kirchstraße 20 Karte | |                            |                    | 168             |
| BW                                                | Wohn- und Geschäftshaus                                                     | Stadtmitte Rosenallee 14 Karte | |                            |                    | 169             |
| Wohn- und Geschäftshaus                           | Wohn- und Geschäftshaus                                                     | Stadtmitte Rosenallee 17 Karte | |                            |                    | 171             |
| Wohn- und Geschäftshaus                           | Wohn- und Geschäftshaus                                                     | Stadtmitte Rosenallee 19 Karte | |                            |                    | 172             |
| Wohn- und Geschäftshaus                           | Wohn- und Geschäftshaus                                                     | Stadtmitte Rosenallee 21 Karte | |                            |                    | 173             |
| BW                                                | Wohn- und Geschäftshaus                                                     | Stadtmitte Rosenallee 26 Karte | |                            |                    | 174             |
| BW                                                | Wohnhaus                                                                    | Stadtmitte Moltkestraße 26 Karte | |                            |                    | 175             |
| BW                                                | Wohnhaus                                                                    | Stadtmitte Rosenallee 10 Karte | unter Schutz gestellt die Fassade sowie erstes und zweites Obergeschoss |                            |                    | 177             |
| BW                                                | ehemalige Hofanlage                                                         | Hehlrath Am Hof 21 Karte | |                            |                    | 178             |
| BW                                                | Pfarrhaus                                                                   | Hehlrath Velauer Straße 17 Karte | |                            |                    | 179             |
| BW                                                | Wohn- und Geschäftshaus                                                     | Stadtmitte Rosenallee 6 Karte | |                            |                    | 180             |
| BW                                                | Wohn- und Geschäftshaus                                                     | Stadtmitte Rosenallee 8 Karte | |                            |                    | 181             |
| BW                                                | Wohn- und Geschäftshaus                                                     | Stadtmitte Markt 20 Karte | |                            |                    | 182             |
| BW                                                | Wohnhaus                                                                    | Röhe Goerdtstraße 14 Karte | |                            |                    | 183             |
| BW                                                | Hofanlage                                                                   | Röhe Goerdtstraße 17 Karte | |                            |                    | 184             |
| BW                                                | gusseisernes Grabkreuz auf dem Friedhof Hastenrath                          | Hastenrath Pfarrer-Funk-Straße Karte | |                            |                    | 185             |
| Pannhaus                                          | Pannhaus                                                                    | Kinzweiler Pannesstraße 2 Karte | aus Ziegeln und Bruchsteinen errichtete Hofanlage; | 18. Jh.                    |                    | 186             |
| BW                                                | Wohn- und Geschäftshaus                                                     | Stadtmitte Markt 16 Karte | Anfangs Hirsch-Apotheke, später Kulturhaus |                            |                    | 187             |
| BW                                                | Wohn- und Geschäftshaus                                                     | Stadtmitte Markt 18 Karte | umgebautes dreigeschossiges Traufenhaus mit Blausteingewänden | um 1770                    |                    | 188             |
| BW                                                | ehemalige Hofanlage                                                         | Hastenrath Pfarrer-Funk-Straße 4 Karte | |                            |                    | 189             |
| BW                                                | Wohnhaus                                                                    | Röthgen Johanna-Neuman-Straße 34 Karte | |                            |                    | 190             |
| BW                                                | ehemalige Hofanlage                                                         | Weisweiler Johannisstraße 9 Karte | |                            |                    | 191             |
| weitere Bilder                                    | jüdischer Friedhof                                                          | Stadtmitte Talstraße Karte | | 1820                       |                    | 192             |
| Wohnhaus                                          | Wohnhaus                                                                    | Stadtmitte Jülicher Straße 19 Karte | |                            |                    | 193             |
| BW                                                | Wegekreuz                                                                   | Vöckelsberg verlängerte Franz-Liszt-Straße, südlich des Buchenhofs Karte                                                                                                  | |                            |                    | 194             |
| weitere Bilder                                    | Katholische Pfarrkirche Sankt Peter und Paul                                | Stadtmitte Dürener Straße 48 | |                            |                    | 195             |
|                                                   | Grabstätte der Familie Englerth                                             | Stadtmitte Katholischer Friedhof, Dürener Straße | |                            |                    | 196             |
|                                                   | Hofanlage Haus Bovenberg                                                    | Nothberg Bovenberg 6 | |                            |                    | 197             |
|                                                   | Fassade, straßenseitige Dachhälfte und Keller des Wohn- und Geschäftshauses | Stadtmitte Dürener Straße 6 | |                            |                    | 198             |
| weitere Bilder                                    | Ehemalige katholische Pfarrkirche Herz Jesu                                 | Eschweiler-Ost Dürener Straße 247 Karte | ehemalige katholische Filialkirche, 2010 profaniert | 1938/1939                  | 11.03.2020         | 199             |
| BW                                                | Fassade, straßenseitige Dachhälfte und Keller des Wohn- und Geschäftshauses | Stadtmitte Dürener Straße 8 Karte | zweigeschossiges, traufständig fünfachsiges Gebäude, um 1900 umgebaut und aufgestockt, Fassadengestaltung mit Stilelementen der Neurenaissance | 1. Hälfte 19. Jh.          | 11.03.2020         | 200             |
|                                                   | Historisches Werkstattgebäude                                               | Röthgen Burgstraße 78 | |                            | 04.07.2024         | 201             |